# Norddeutsche Automobilwerke
La Norddeutschen Automobilwerke, spesso indicata in breve N.A.W., fu una casa automobilistica tedesca con sede a Hameln.

## Storia
Nel 1907 presso la zona industriale a sud della stazione ferroviaria di Hameln viene fondata da Hans Hartmann la Norddeutschen Automobilwerke. Nel 1908 inizia la produzione di autovetture di classe media Colibri e dal 1911 le auto Sperber, esportate in diversi paesi, come Russia, paesi baltici e scandinavi, Austria, Gran Bretagna e oltremare in Sudafrica e Nuova Zelanda. Nel 1914 l'azienda arrivò ad avere 500 collaboratori e 800 veicoli prodotti.
Durante la prima guerra mondiale la produzione si convertì agli armamenti come granate e nella produzione di autocarri. Nel 1917 la società venne acquisita da Walther von Selve e divenne la Selve Automobilwerke GmbH.

## Automobili
| Tipo               | Periodo   | Cilindri   | Cilindrata | Potenza         | V max   |
| ------------------ | --------- | ---------- | ---------- | --------------- | ------- |
| Colibri 3,5 PS     | 1908–1909 | 2 in serie | 436 cm³    | 5 PS (3,7 kW)   | 50 km/h |
| Colibri 8 PS       | 1909–1910 | 2 in serie | 860 cm³    | 8 PS (5,9 kW)   | 50 km/h |
| Colibri 6/15 PS    | 1911–1912 | 4 in serie | 1592 cm³   | 16 PS (11,8 kW) | 60 km/h |
| Sperber E4 5/15 PS | 1913–1919 | 4 in serie | 1330 cm³   | 17 PS (12,5 kW) | 60 km/h |
| Sperber F4 6/20 PS | 1913–1919 | 4 in serie | 1545 cm³   | 20 PS (14,7 kW) | 70 km/h |

## Galleria d'immagini

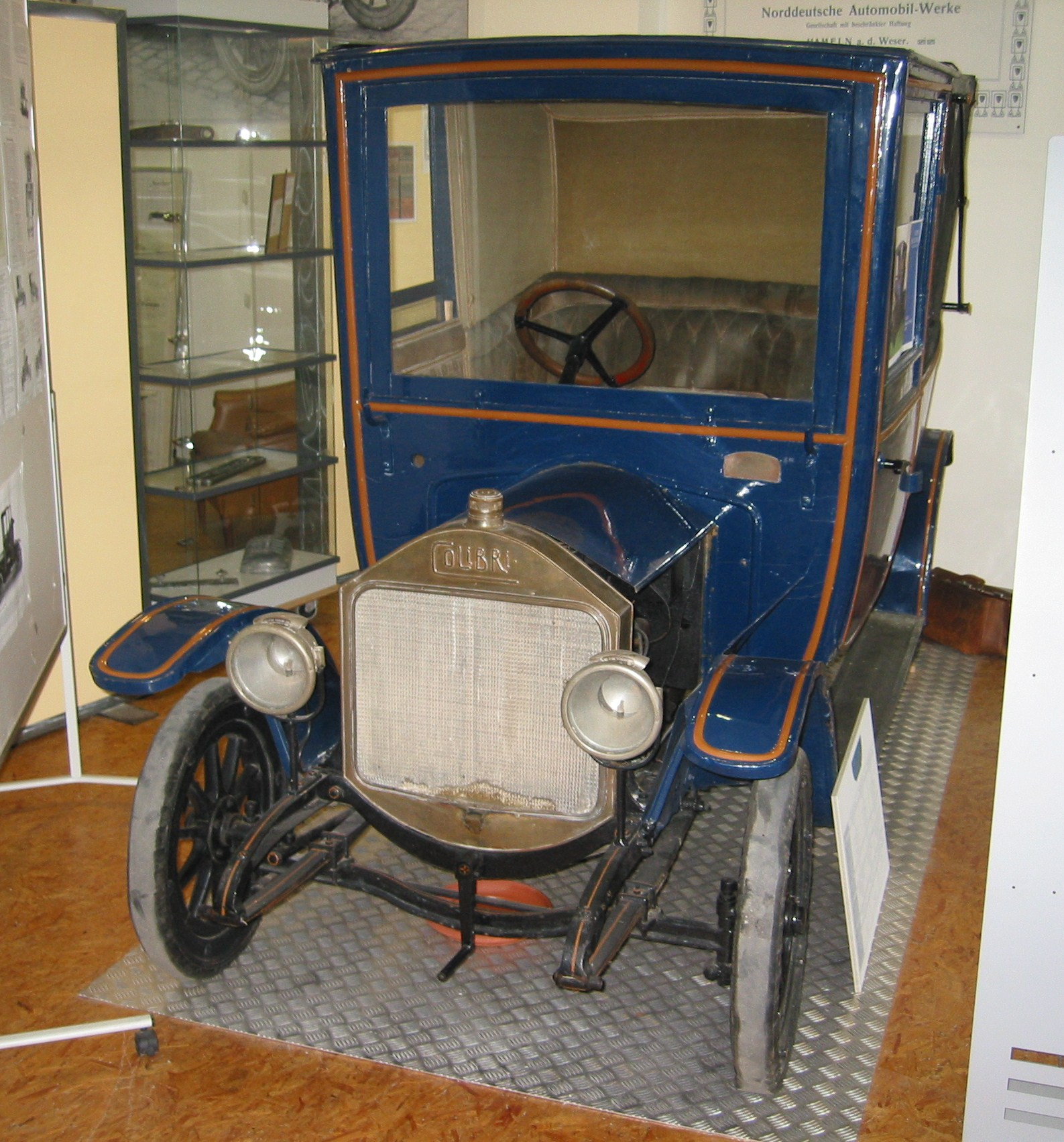
Colibri 1908
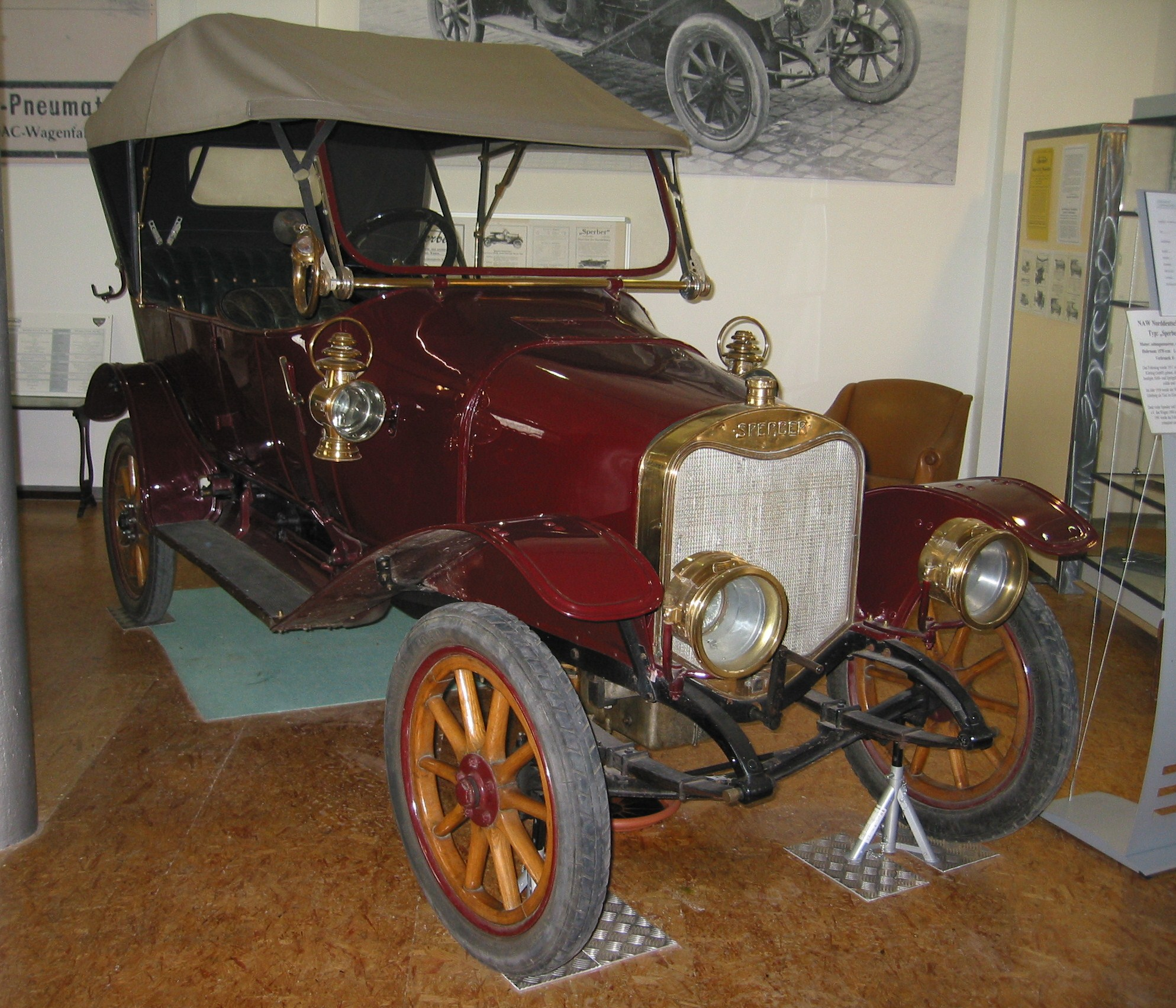
Sperber 1911
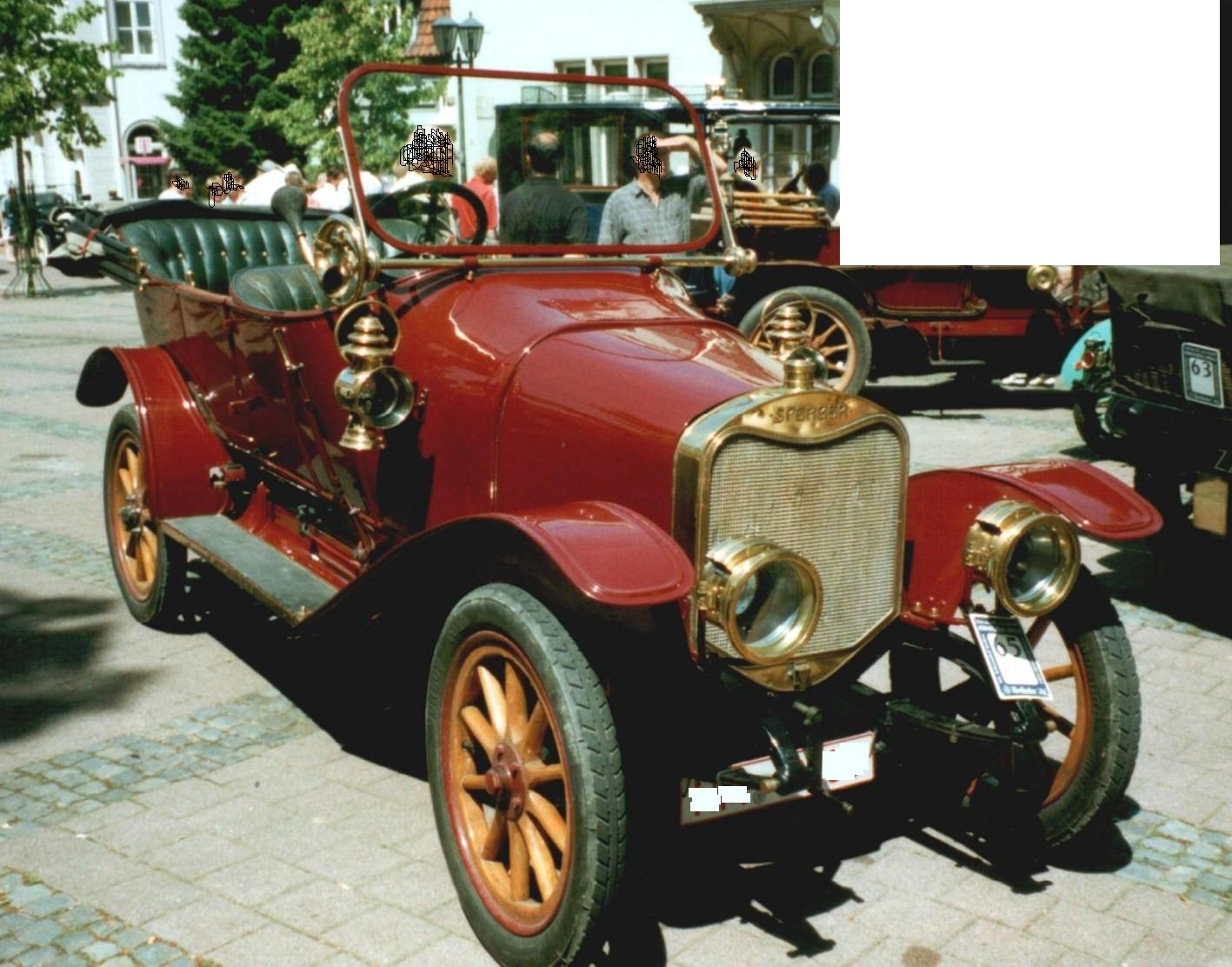
Sperber 1911
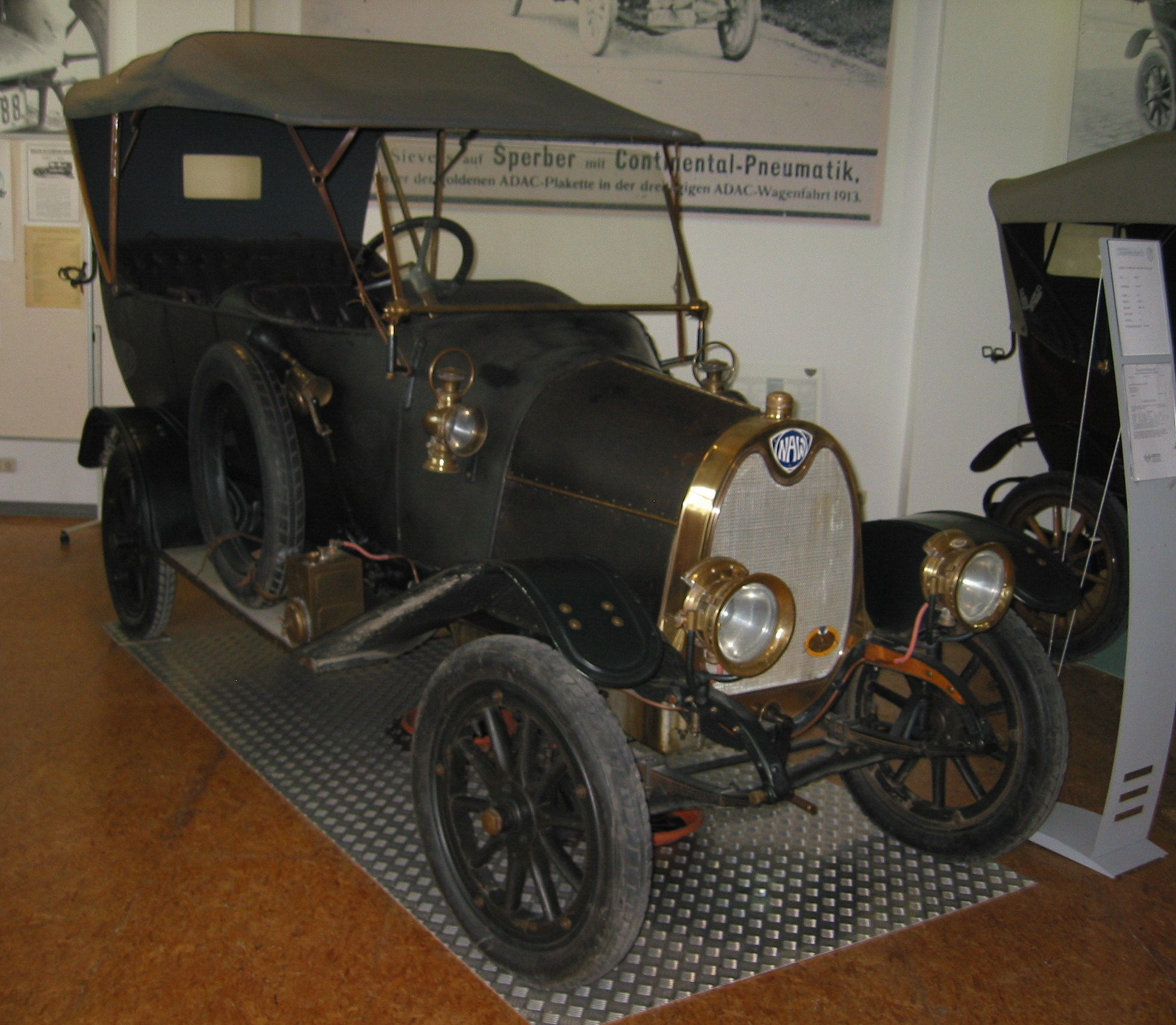
Sperber 1913
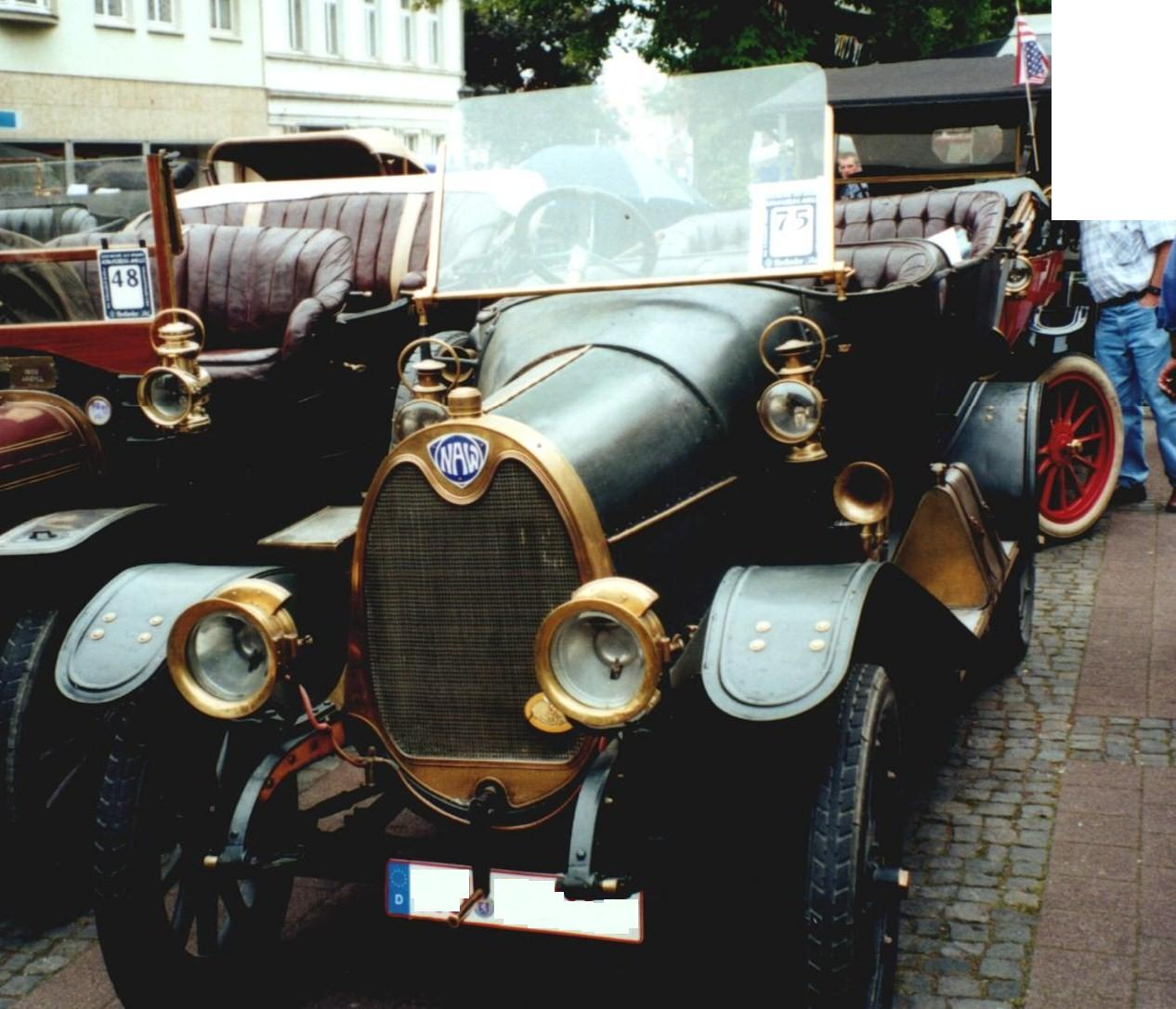
Sperber 1913
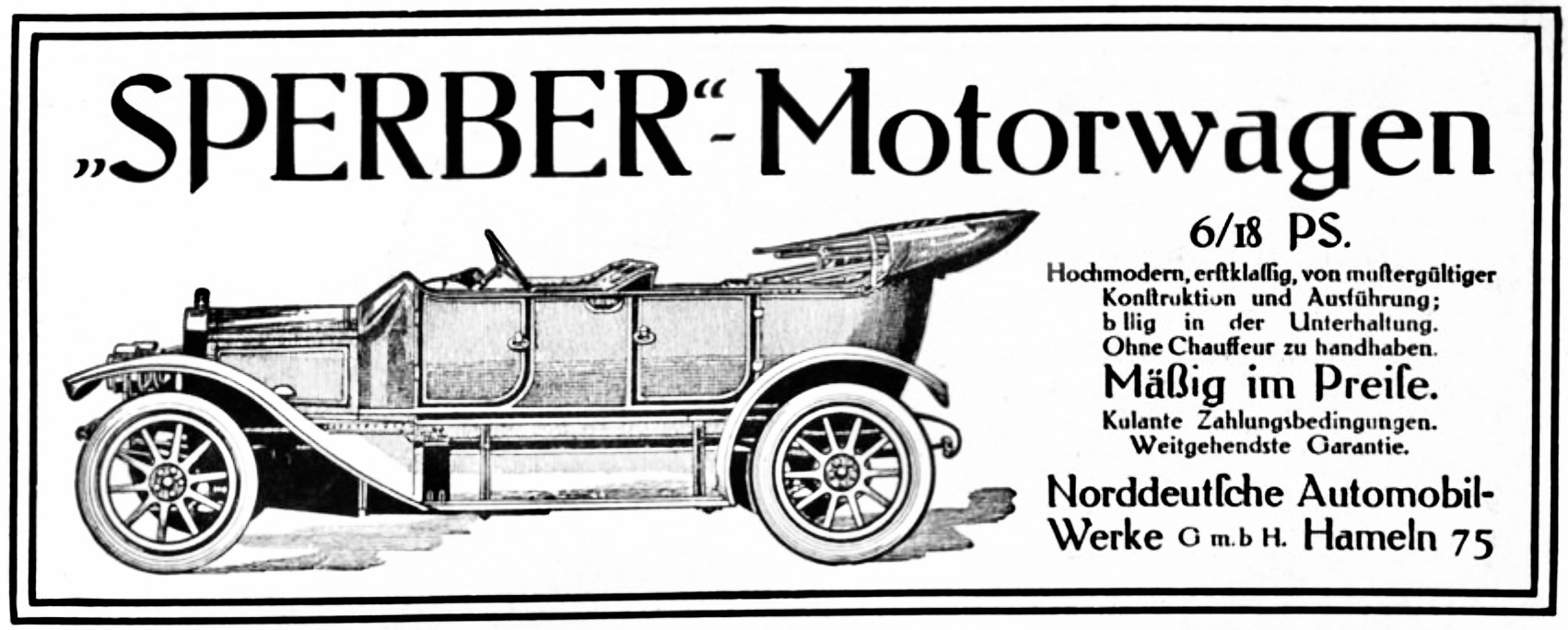
N.A.W. Sperber 6/18 HP (1912)